# Volutomitridae
Volutomitridae zijn een familie van weekdieren uit de klasse van de Gastropoda (slakken).

## Geslachten
- Conomitra Conrad, 1865
- Daffymitra Harasewych & Kantor, 2005
- Magdalemitra Kilburn, 1974
- Microvoluta Angas, 1877
- Paradmete Strebel, 1908
- Peculator Iredale, 1924
- Proximitra Finlay, 1926 †
- Volutomitra H. Adams & A. Adams, 1853